# Gentiana pyrenaica
Gentiana pyrenaica är en gentianaväxtart som beskrevs av Carl von Linné. Gentiana pyrenaica ingår i släktet gentianor, och familjen gentianaväxter. Inga underarter finns listade i Catalogue of Life.